# Tellimya reinga
Tellimya reinga is een tweekleppigensoort uit de familie van de Lasaeidae. De wetenschappelijke naam van de soort werd als Thracia reinga in 1966 gepubliceerd door Crozier.